# Valvole a spirale di Heister

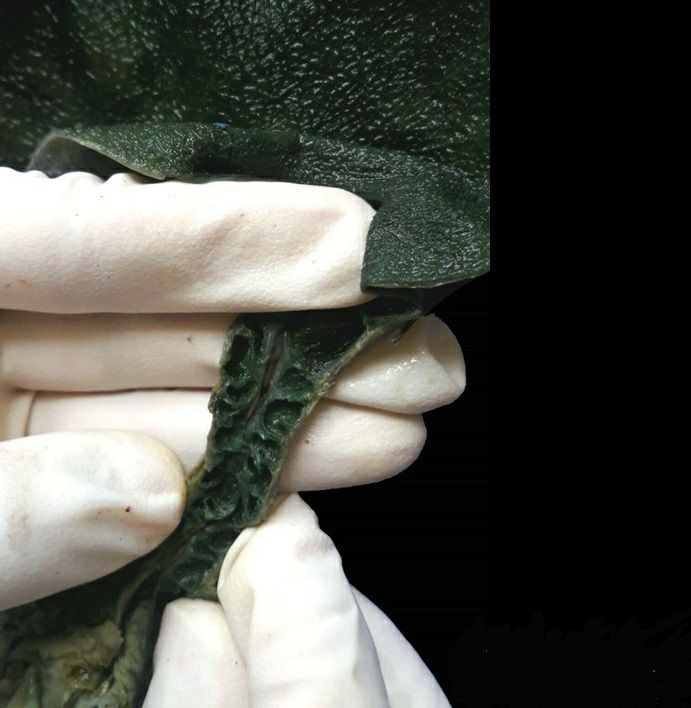
Valvole a spirale di Heister nel dotto cistico.

Le valvole a spirale di Heister sono valvole o pieghe ondulate nella mucosa prossimale del dotto cistico. Il dotto cistico collega la cistifellea al dotto biliare comune. Prendono il nome dall'anatomista tedesco Lorenz Heister (1683–1758).
Le valvole a spirale di Heister sono supportate da alcune fibre muscolari lisce sottostanti. Ci sono incertezze sul ruolo delle pieghe. Storicamente, i medici ritenevano che la loro funzione fosse quella di coadiuvare il passaggio della bile da e verso la cistifellea, oltre a regolare il grado di distensione della cistifellea.
La presenza delle pieghe a spirale, in combinazione con la tortuosità del dotto cistico, rende estremamente difficile l'incannulazione endoscopica e la cateterizzazione del dotto cistico. Inoltre, le valvole di Heister sono suscettibili a lacerazioni ed un tempo costituivano un grosso ostacolo alla canalizzazione chirurgica. Oggigiorno, grazie alle nuove tecnologie questa procedura è possibile.

## Imaging
All'ecografia, la valvola di Heister è ecogena.